# 陆萼庭
陆萼庭（1925年—2003年），中国昆曲研究专家。浙江镇海县（宁波）人，生于上海。

## 生平
1947年，毕业于上海复旦大学中文系，师从王佩诤、赵景深等研读戏曲史。大学期间，陆萼庭并在由赵景深主编的《俗文学》、《通俗文学》等杂志刊物发表戏曲研究文章。
1949年后，陆萼庭先后担任北新书局编辑，四联出版社编辑，上海文化出版社和上海文艺出版社的戏剧编辑。20世纪50年代末，陆萼庭因看到传统戏剧衰退之势，曾撰文呼吁提倡老艺人传艺，以传承传统曲艺艺术。陆萼庭并请昆剧表演艺术家徐凌云口述《昆剧表演一得》，请华传浩口述《我演昆丑》，并担任责任编辑编辑出版。曾就职于上海教育出版社。1979年，出任上海教育出版社编审。
陆萼庭是中国戏曲学会理事，中国昆剧研究会理事，上海市古典文学研究会理事。为筹建中国昆曲博物馆，陆萼庭捐赠了不少自己珍藏的戏曲文物和自己的手稿。

## 著述
- 《昆剧演出史稿》，1980年，上海文艺出版社出版。1984年，获得第一届全国戏剧理论著作奖。
- 1990年，特约编审《中国戏曲精编·昆剧卷》
- 《清代戏曲家丛考》，上海学林出版社出版

## 评价
- 评《昆剧演出史稿》：“本书从戏曲演出的角度研究昆剧演变的历史，打破了以往戏曲史都是戏曲文学史的传统，用丰富的资料勾勒出昆剧产生以来家庭戏班的厅堂演出与民间班社的广场演出这两种形式构成的整个昆剧演变过程，填补了戏曲史研究的一个空白，是一部昆剧表演艺术的专著。” ——台湾国立中央大学出版社，2003年再版时评